# Čeřínek
Čeřínek är en kulle i Tjeckien.   Den ligger i regionen Vysočina, i den centrala delen av landet, 110 km sydost om huvudstaden Prag. Toppen på Čeřínek är 761 meter över havet.
Terrängen runt Čeřínek är huvudsakligen platt.Runt Čeřínek är det ganska tätbefolkat, med 54 invånare per kvadratkilometer. Närmaste större samhälle är Jihlava, 11,5 km öster om Čeřínek. I omgivningarna runt Čeřínek växer i huvudsak blandskog.